# Concattedrale di Santa Maria Assunta (Squillace)

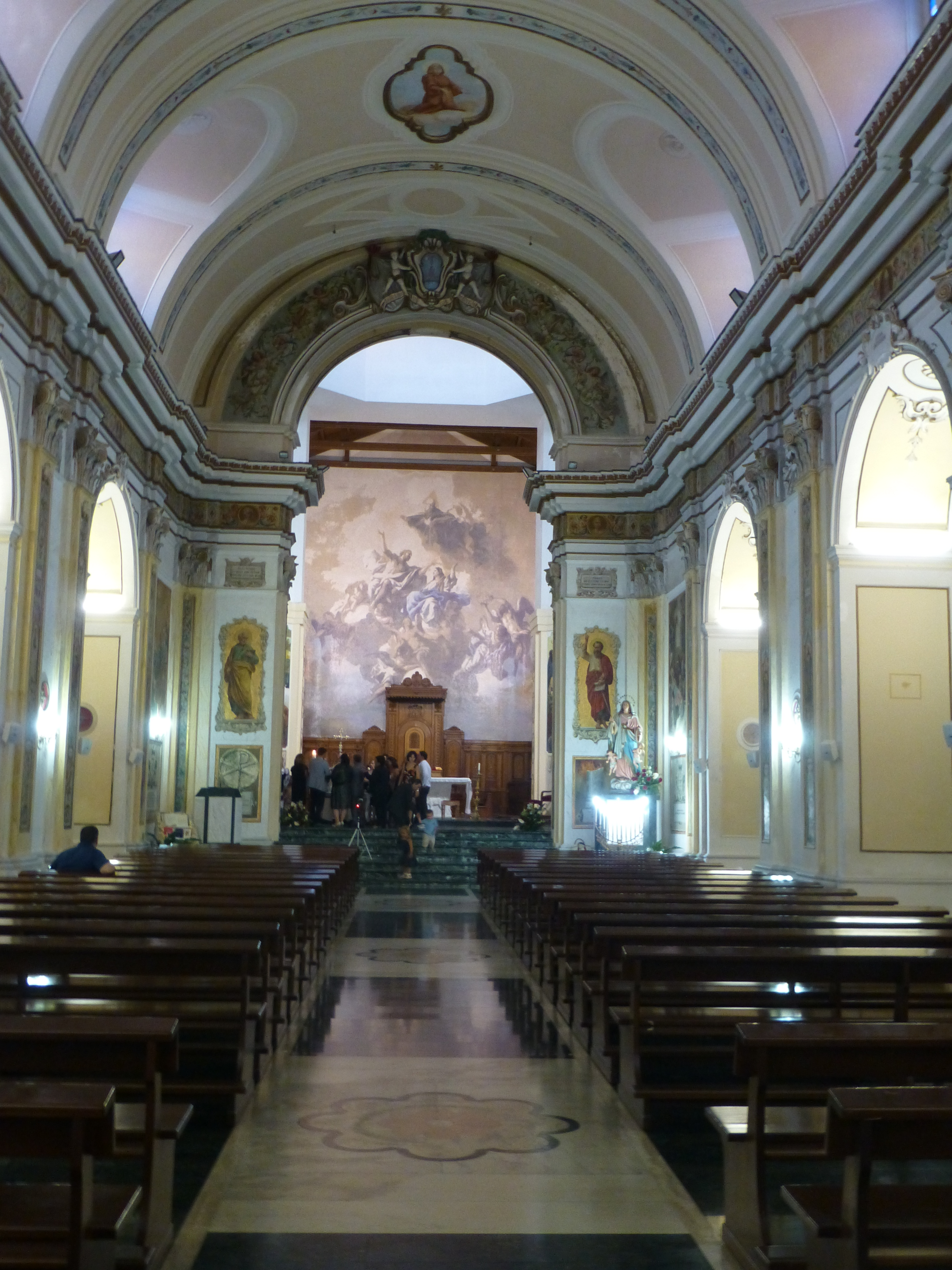
Interno della concattedrale

La concattedrale di Santa Maria Assunta è il principale luogo di culto di Squillace e concattedrale dell'arcidiocesi di Catanzaro-Squillace. Nel 2015 è stata elevata alla dignità di basilica minore.

## Storia
La cattedrale fu costruita per volere del conte Ruggero I nell XI secolo per sradicare il cristianesimo di rito greco-bizantino e affermare il rito cattolico nell'area.
Nel 1643 la torre campanaria viene danneggiata da un terremoto e in seguito la chiesa fu distrutta da altri eventi. Fu ricostruita dal vescovo Michele Abati nel 1737 e nuovamente distrutta dal terremoto del 1783.
Venne ricostruita dal vescovo Nicola Notaris che la consacrò il 6 maggio del 1798.

## Galleria d'immagini

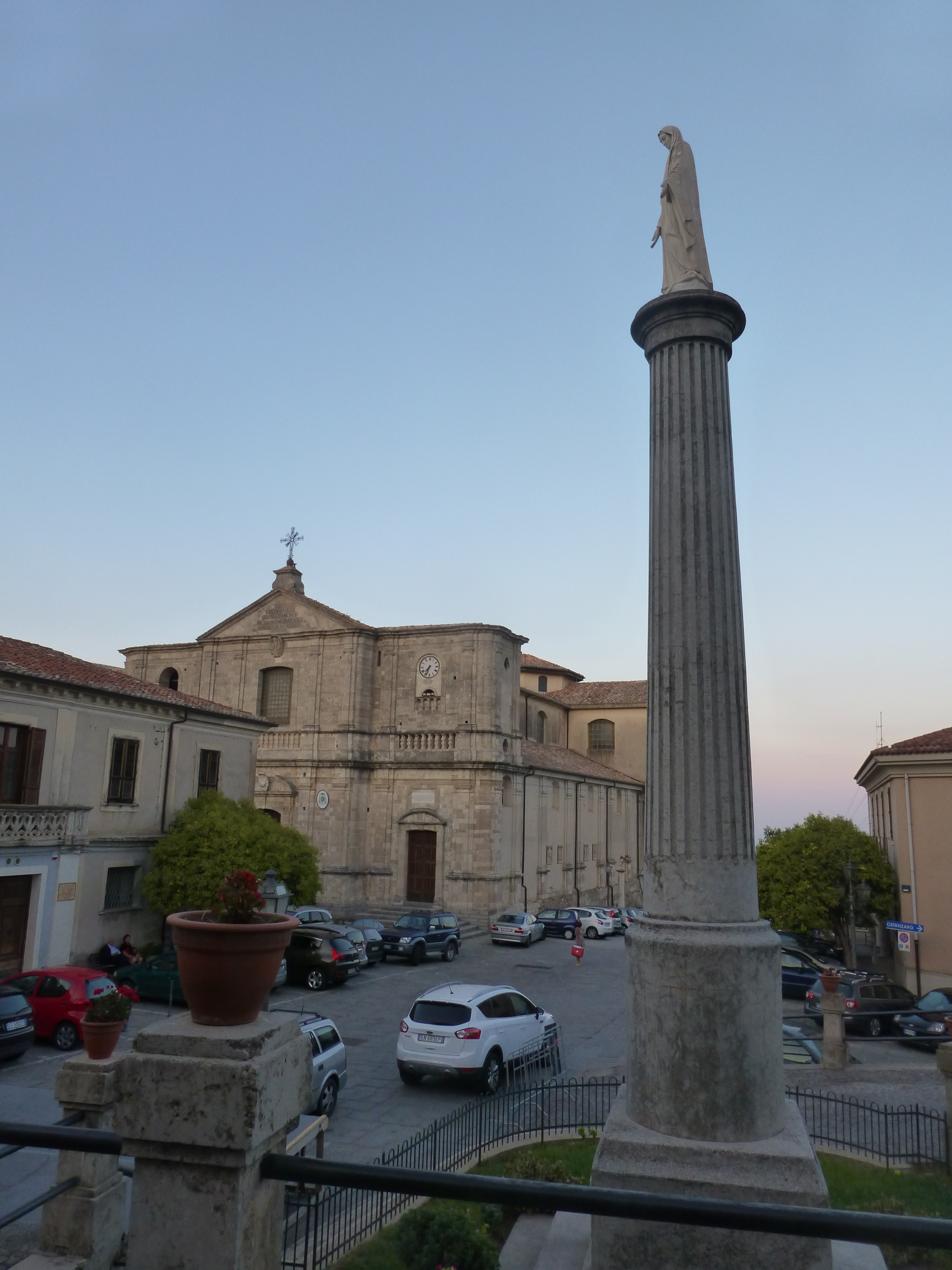
Concattedrale con colonna e Madonna
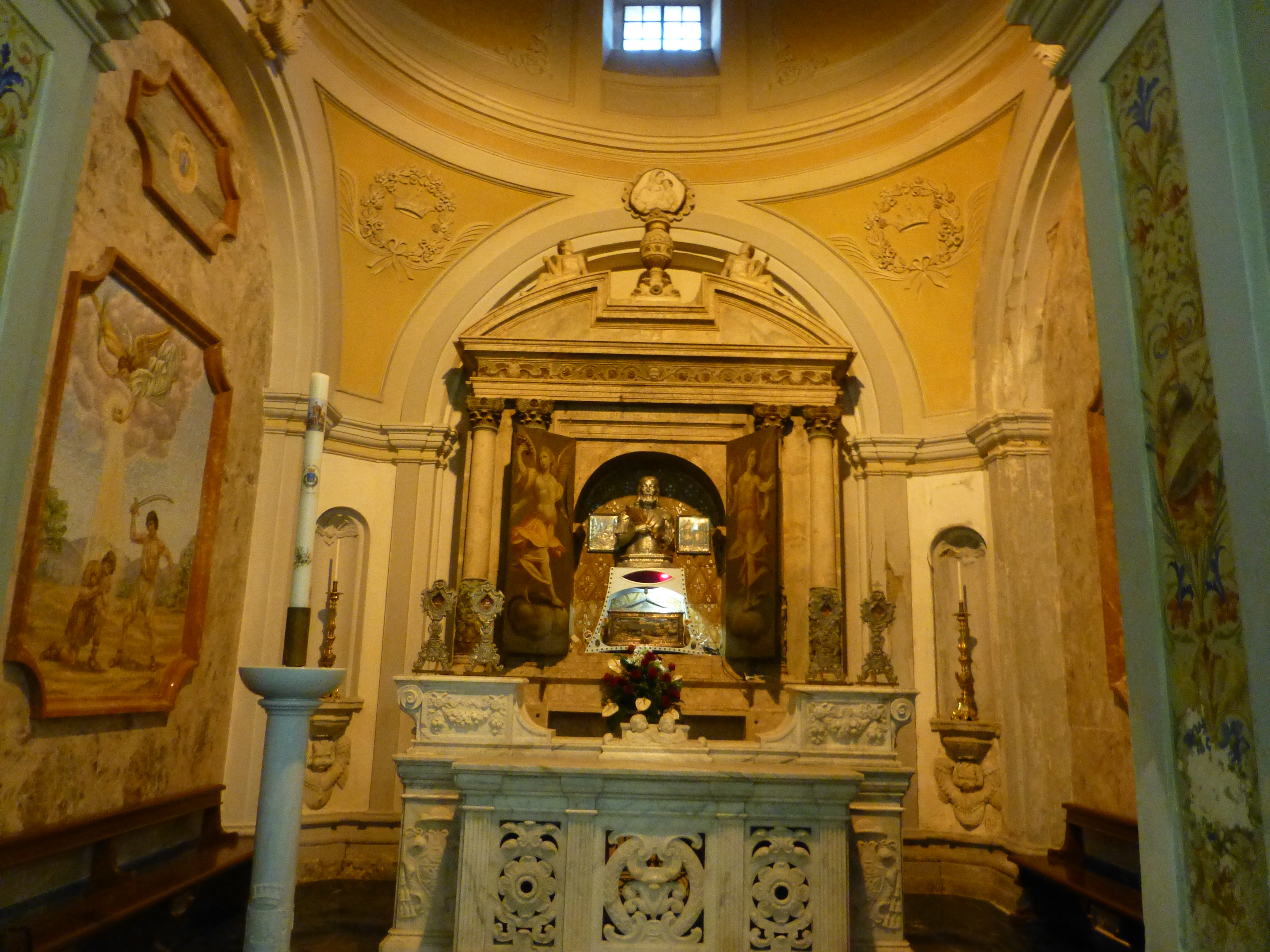
Interno concattedrale
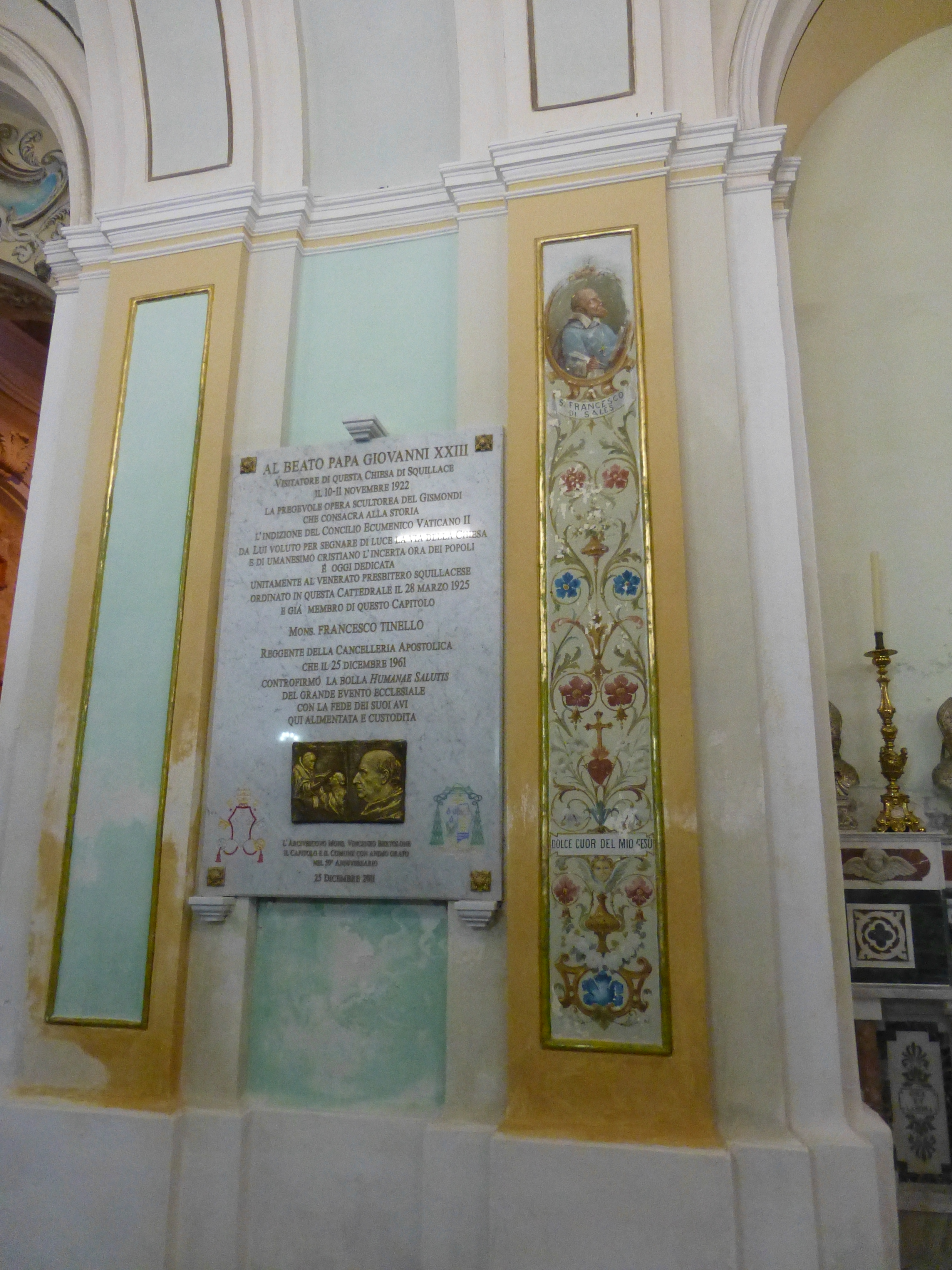
Inscrizione in marmo
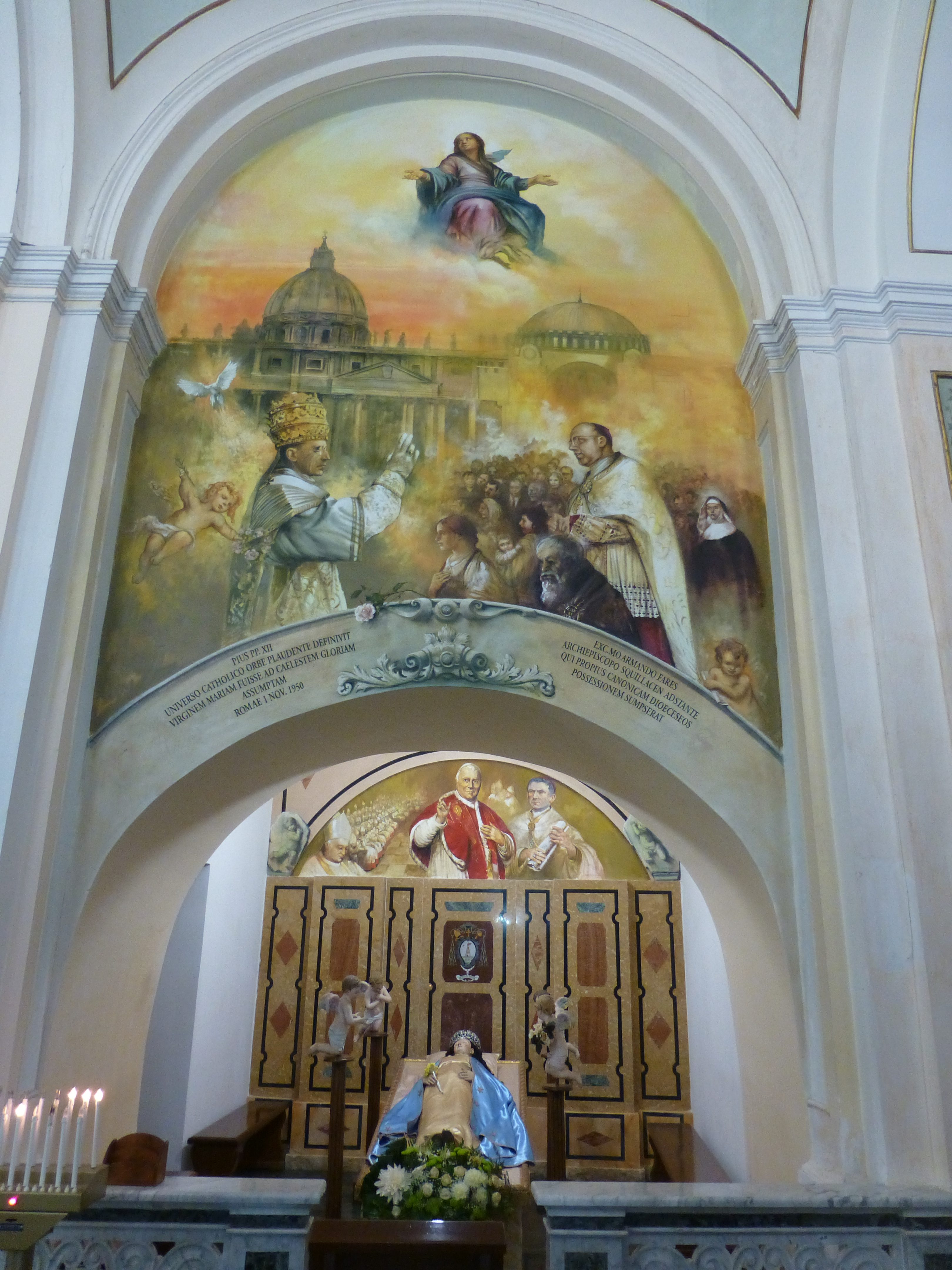
Interno concattedrale
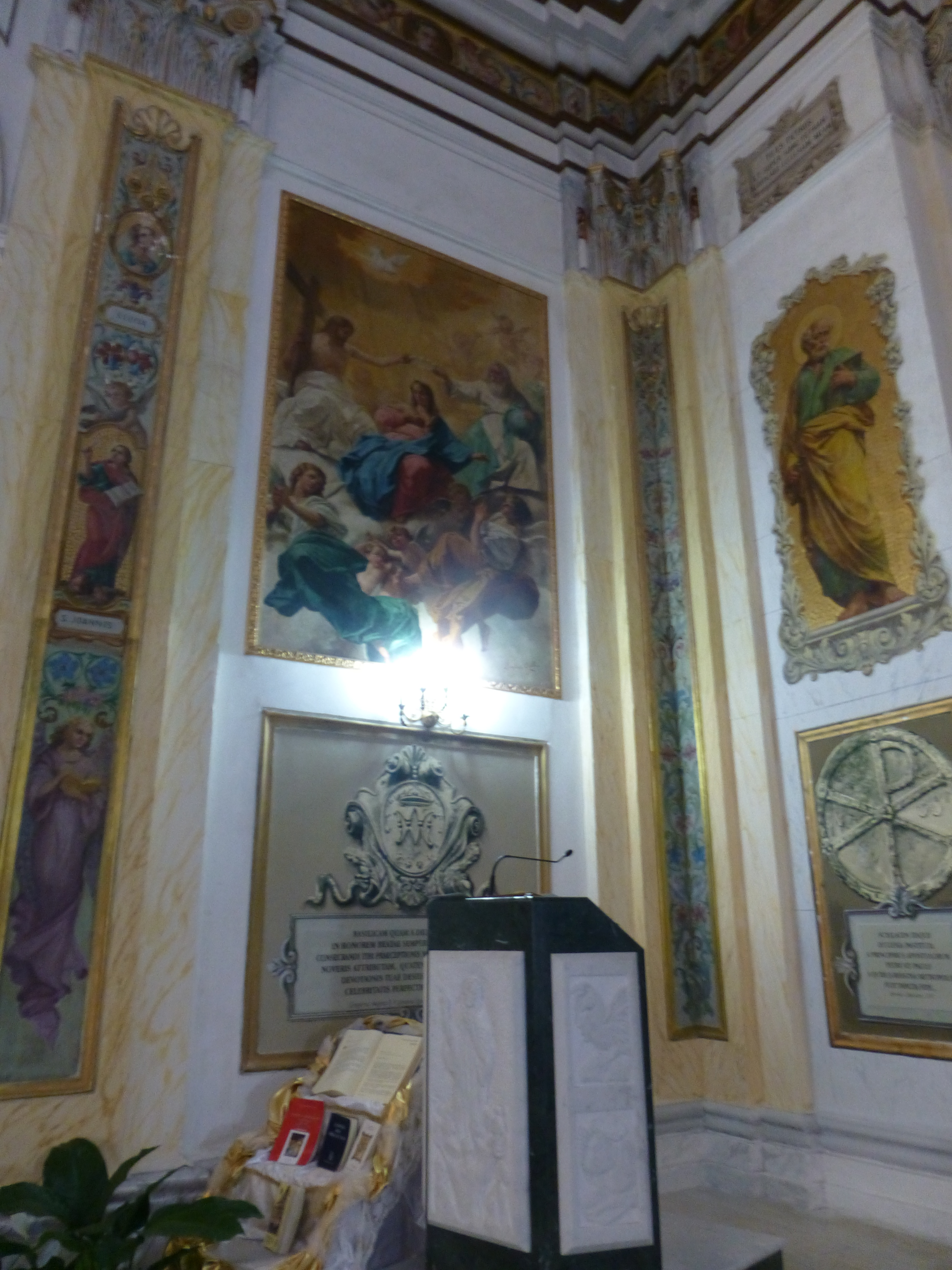
Interno concattedrale
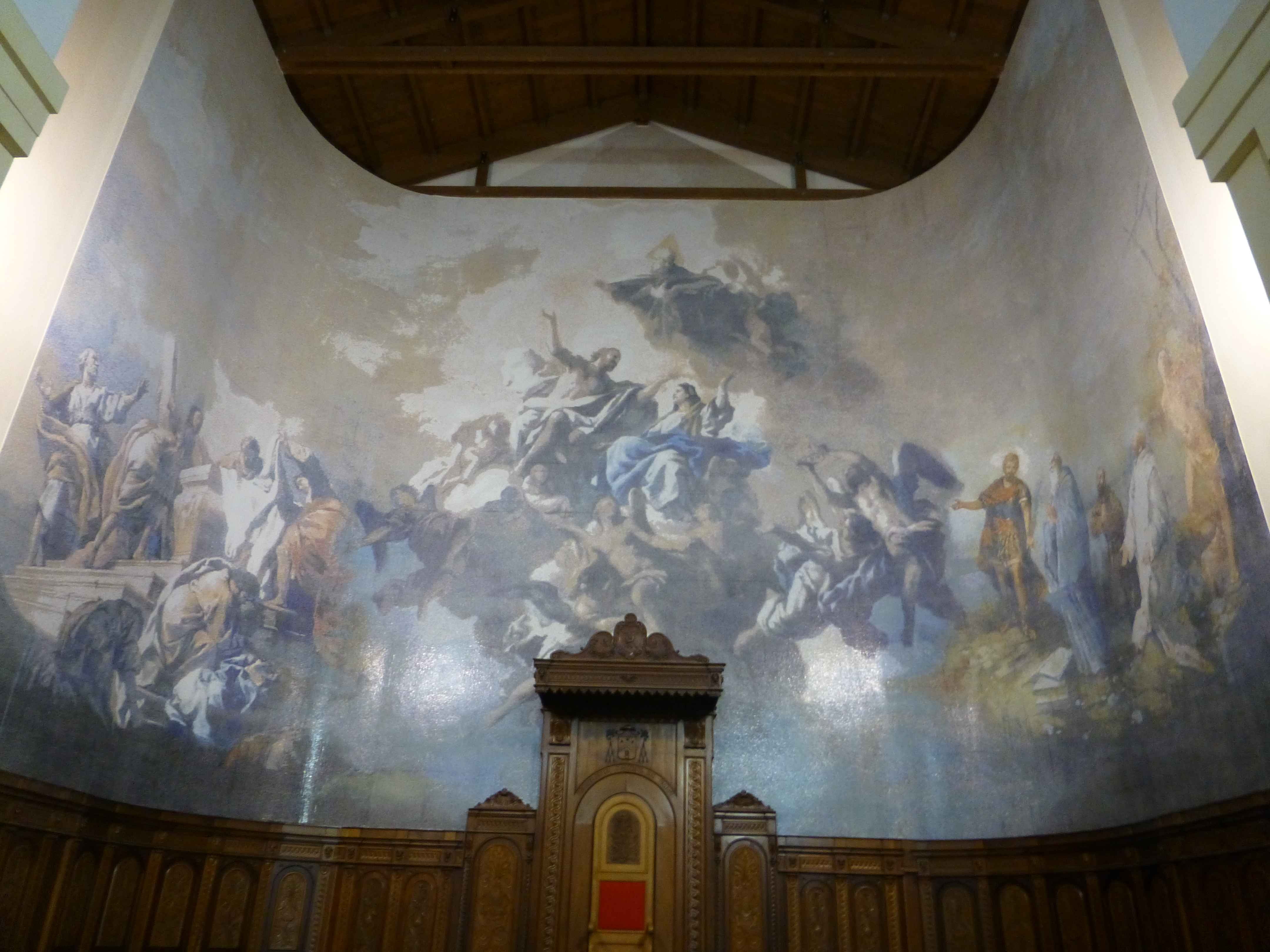
Interno concattedrale
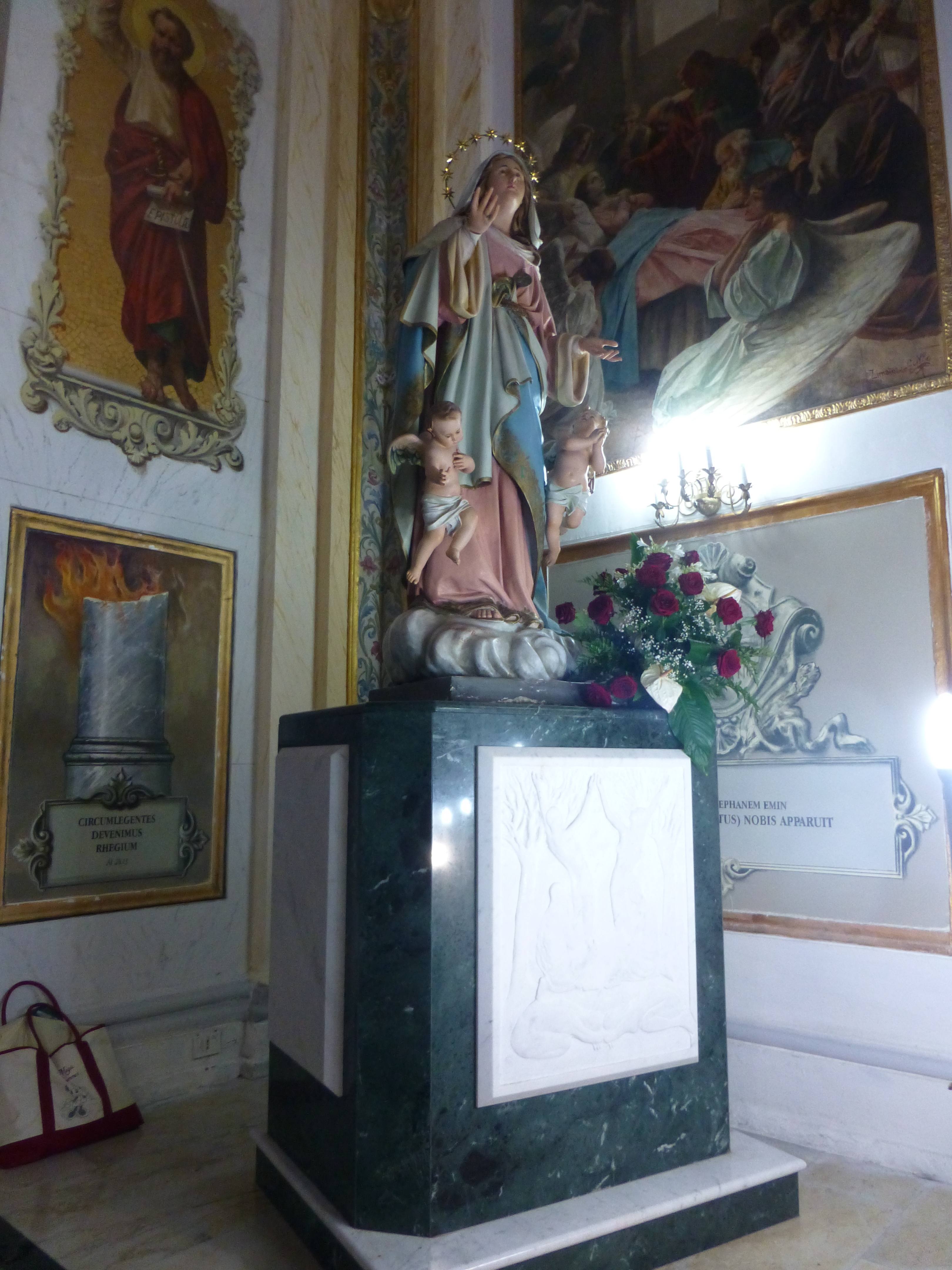
Statua della Madonna
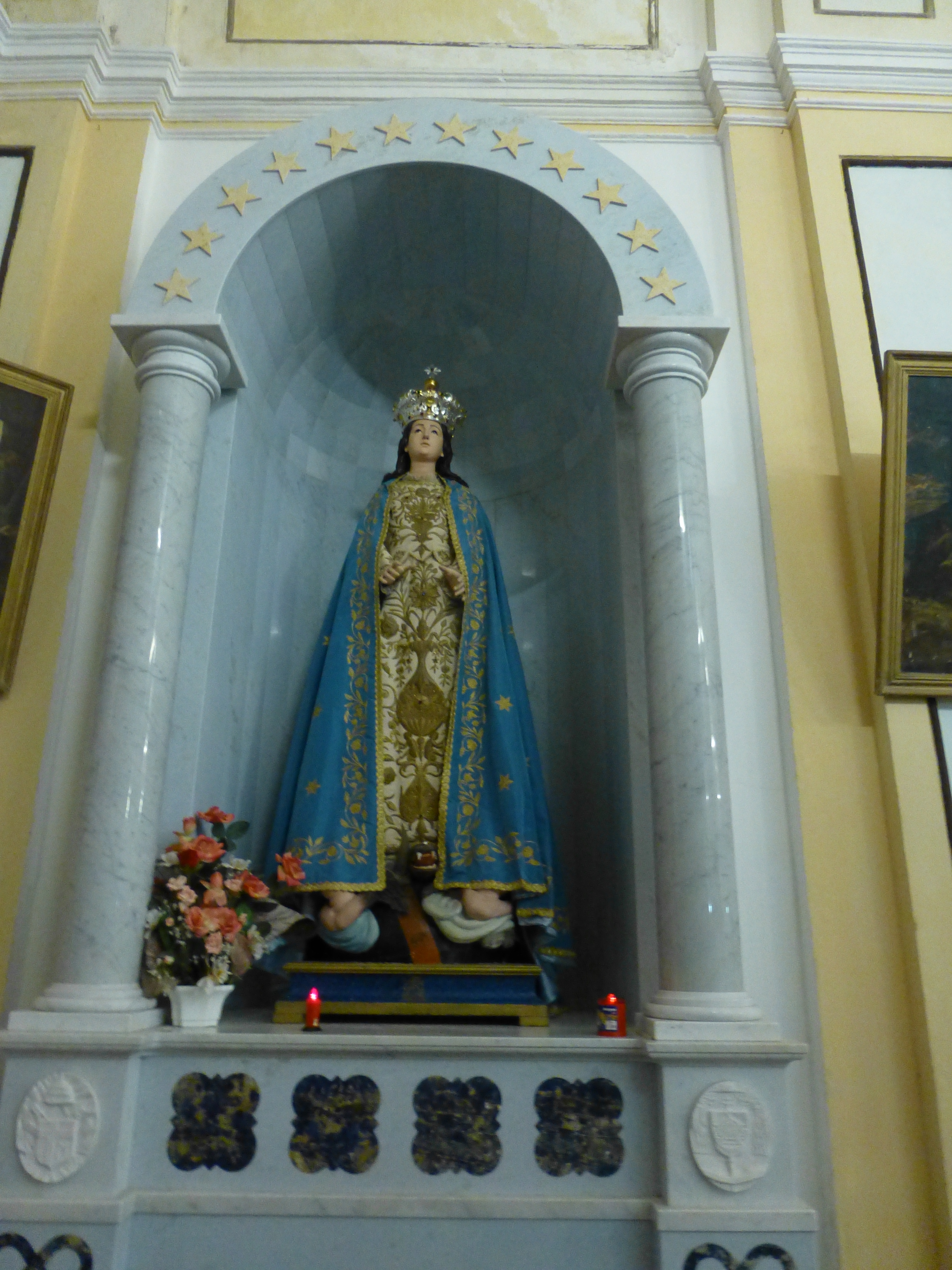
Statua della Madonna
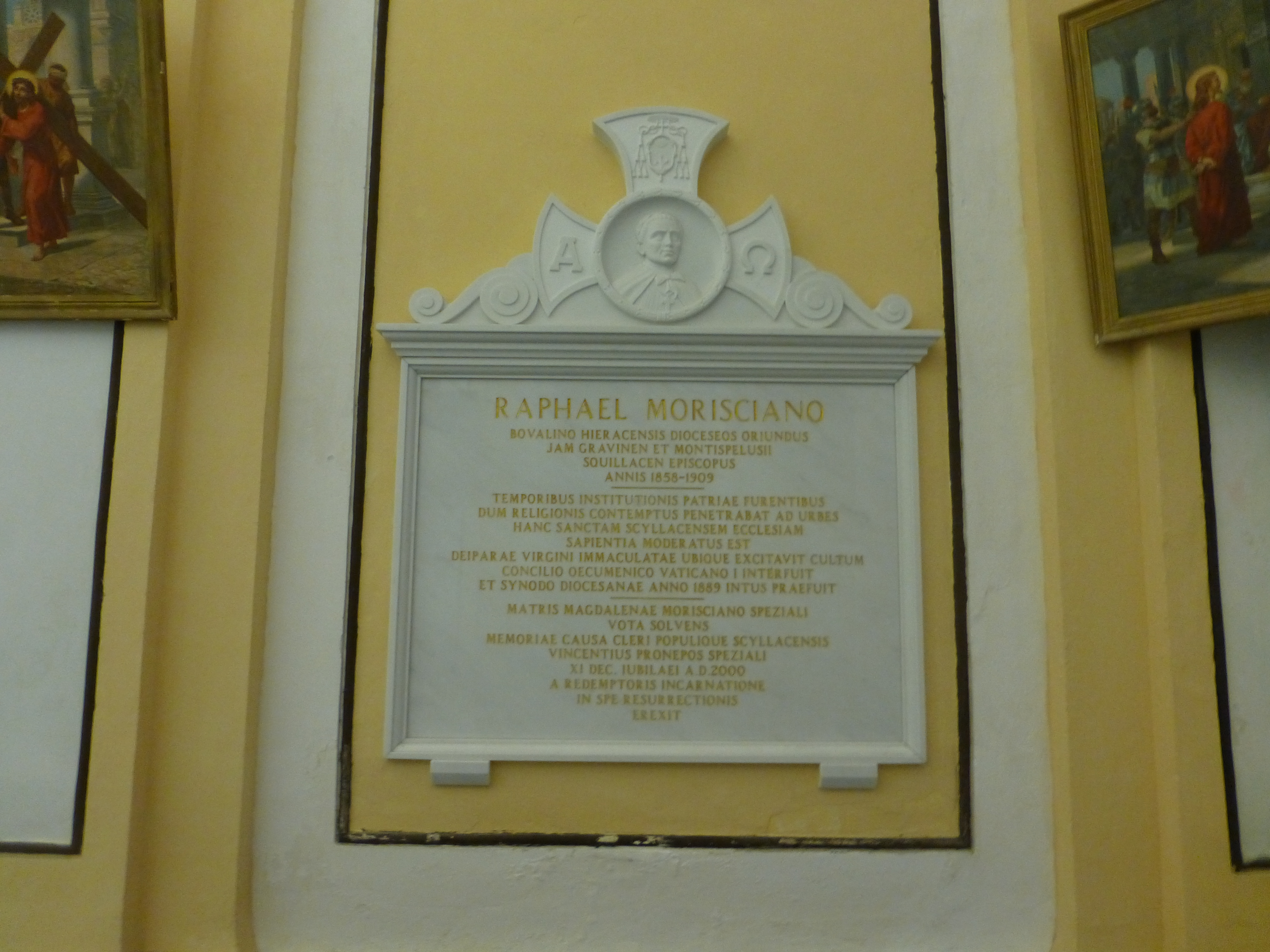
Inscrizione in marmo
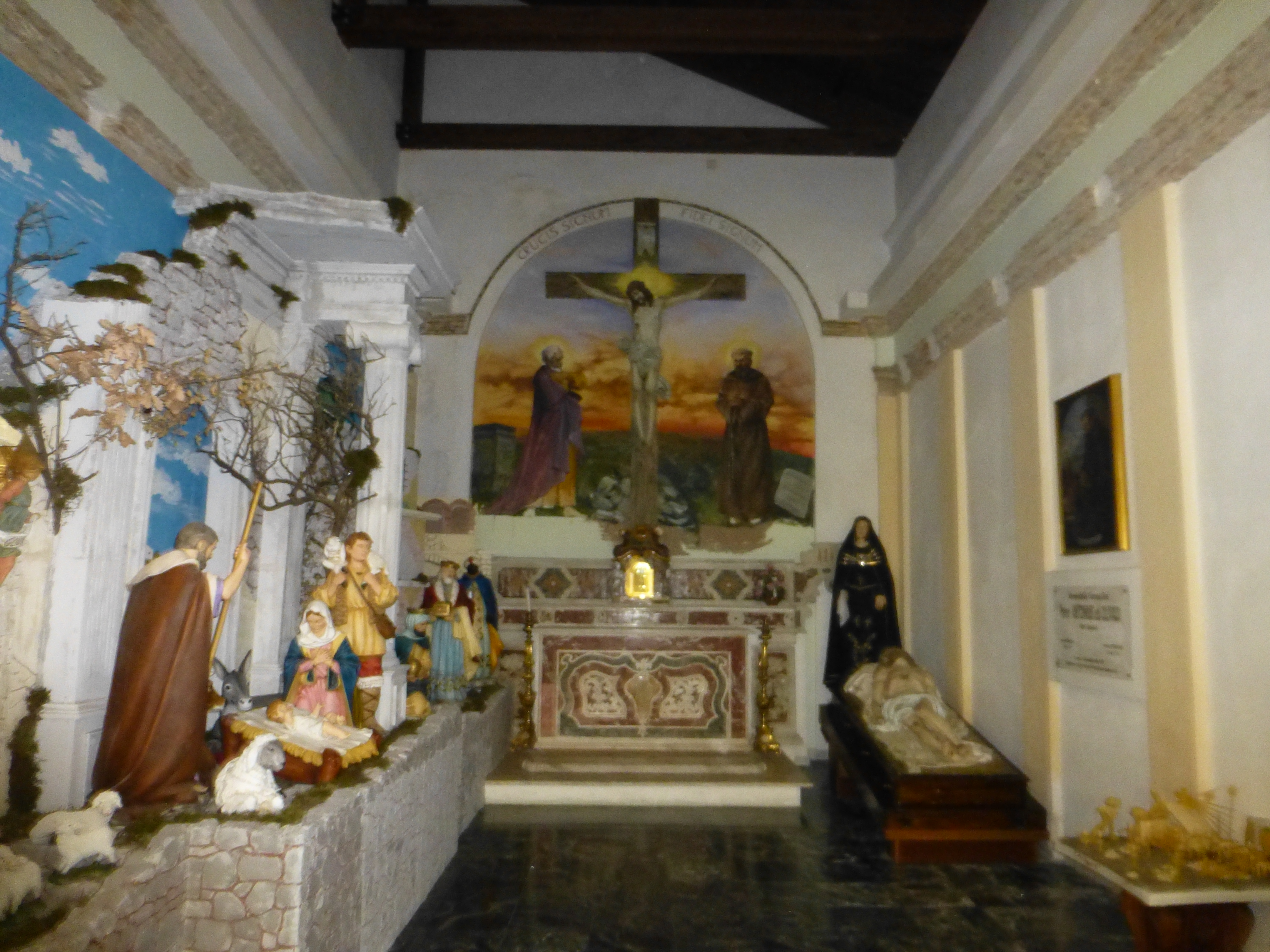
Interno concattedrale
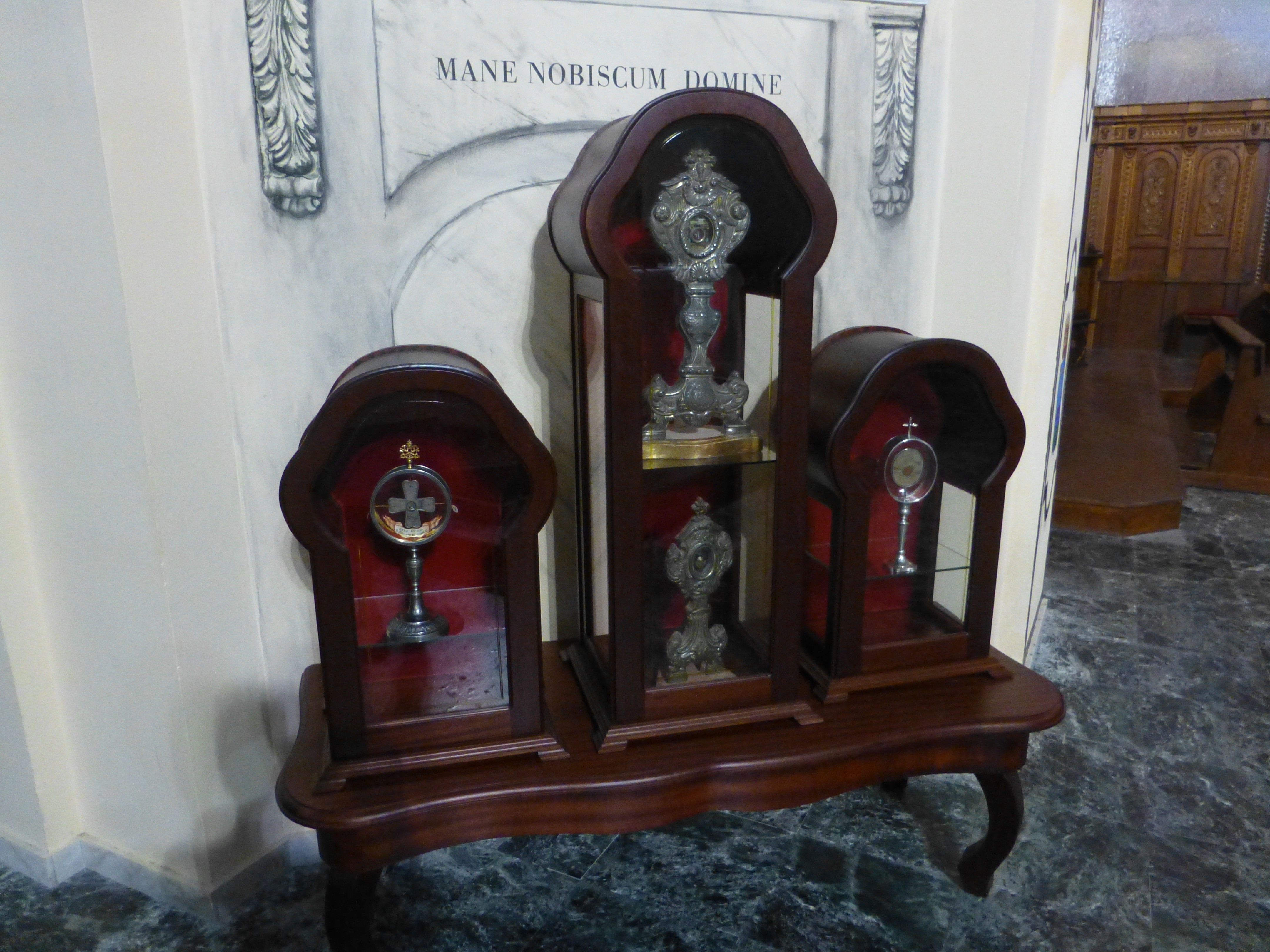
Ostensorio e aspersorio